# Diocesi di Matamoros-Reynosa
La diocesi di Matamoros-Reynosa  è una sede della Chiesa cattolica in Messico suffraganea dell'arcidiocesi di Monterrey. Nel 2021 contava 1.266.900 battezzati su 1.527.193 abitanti. È retta dal vescovo Eugenio Andrés Lira Rugarcía.

## Territorio

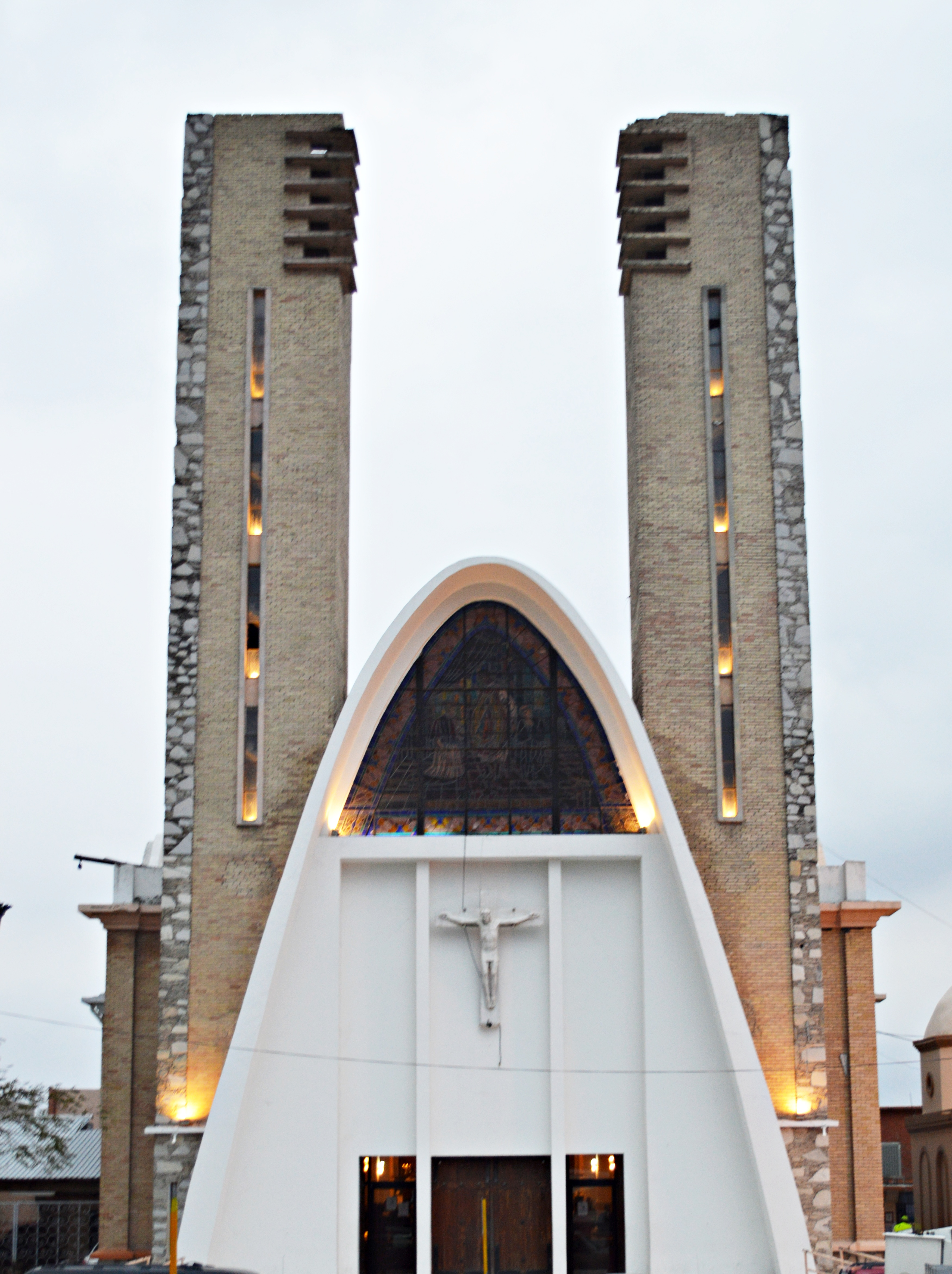
La concattedrale di Nostra Signora di Guadalupe a Reynosa

La diocesi comprende 8 comuni nella parte nordorientale dello stato messicano di Tamaulipas al confine con il Texas: Matamoros, Reynosa, Valle Hermoso, Río Bravo, Camargo, Gustavo Díaz Ordaz, San Fernando e Méndez.
Sede vescovile è la città di Matamoros, dove si trova la cattedrale di Nostra Signora del Rifugio. A Reynosa sorge la concattedrale di Nostra Signora di Guadalupe.
Il territorio si estende su una superficie di 19.457 km² ed è suddiviso in 74 parrocchie, raggruppate in 3 zone pastorali: Matamoros, Reynosa e Valle Hermoso.

## Storia
La diocesi di Matamoros fu eretta il 16 febbraio 1958 con la bolla Haud inani di papa Pio XII, ricavandone il territorio dalla diocesi di Ciudad Victoria-Tamaulipas (oggi diocesi di Tampico).
Il 21 dicembre 1964 e il 6 novembre 1989 cedette porzioni di territorio a vantaggio dell'erezione rispettivamente delle diocesi di Ciudad Victoria e di Nuevo Laredo.
Il 22 luglio 2024 ha assunto il nome attuale; contestualmente la chiesa di Nostra Signora di Guadalupe di Reynosa è divenuta concattedrale.

## Cronotassi dei vescovi
Si omettono i periodi di sede vacante non superiori ai 2 anni o non storicamente accertati.
- Estanislao Alcaraz y Figueroa (20 gennaio 1959 - 3 marzo 1968 nominato vescovo di San Luis Potosí)
- Sabás Magaña García † (30 dicembre 1968 - 7 novembre 1990 deceduto)
- Francisco Javier Chavolla Ramos (1º giugno 1991 - 27 dicembre 2003 nominato vescovo di Toluca)
- Faustino Armendáriz Jiménez (4 gennaio 2005 - 20 aprile 2011 nominato vescovo di Querétaro)
- Ruy Rendón Leal (16 luglio 2011 - 26 aprile 2016 nominato arcivescovo di Hermosillo)
- Eugenio Andrés Lira Rugarcía, dal 22 settembre 2016

## Statistiche
La diocesi nel 2021 su una popolazione di 1.527.193 persone contava 1.266.900 battezzati, corrispondenti all'83,0% del totale.
| anno | popolazione | popolazione | popolazione | presbiteri | presbiteri | presbiteri | presbiteri                | diaconi | religiosi | religiosi | parrocchie |
| anno | battezzati  | totale      | %           | numero     | secolari   | regolari   | battezzati per presbitero | diaconi | uomini    | donne     | parrocchie |
| ---- | ----------- | ----------- | ----------- | ---------- | ---------- | ---------- | ------------------------- | ------- | --------- | --------- | ---------- |
| 1966 | 515.000     | 575.000     | 89,6        | 51         | 38         | 13         | 10.098                    |         | 23        | 90        | 27         |
| 1968 | 540.000     | 600.000     | 90,0        | 79         | 61         | 18         | 6.835                     |         | 33        | 111       | 29         |
| 1976 | 660.000     | 800.000     | 82,5        | 70         | 58         | 12         | 9.428                     |         | 24        | 130       | 42         |
| 1980 | 740.000     | 930.000     | 79,6        | 77         | 64         | 13         | 9.610                     | 1       | 16        | 132       | 46         |
| 1990 | 1.207.000   | 1.610.000   | 75,0        | 81         | 68         | 13         | 14.901                    |         | 20        | 127       | 60         |
| 1999 | 1.392.044   | 1.739.492   | 80,0        | 88         | 78         | 10         | 15.818                    |         | 10        | 98        | 50         |
| 2000 | 1.433.805   | 1.791.676   | 80,0        | 97         | 88         | 9          | 14.781                    |         | 9         | 100       | 50         |
| 2001 | 1.505.495   | 1.881.260   | 80,0        | 96         | 89         | 7          | 15.682                    |         | 8         | 80        | 47         |
| 2002 | 1.656.044   | 2.069.386   | 80,0        | 99         | 89         | 10         | 16.727                    |         | 11        | 86        | 47         |
| 2003 | 2.844.090   | 3.070.306   | 92,6        | 123        | 111        | 12         | 23.122                    | 4       | 12        | 79        | 52         |
| 2004 | 1.665.000   | 1.850.000   | 90,0        | 111        | 99         | 12         | 15.000                    | 4       | 12        | 88        | 56         |
| 2013 | 1.826.000   | 2.068.000   | 88,3        | 113        | 104        | 9          | 16.159                    | 5       | 12        | 114       | 55         |
| 2016 | 1.231.562   | 1.448.897   | 85,0        | 119        | 111        | 8          | 10.349                    | 5       | 11        | 118       | 67         |
| 2019 | 1.201.950   | 1.448.907   | 83,0        | 106        | 97         | 9          | 11.339                    | 4       | 12        | 120       | 74         |
| 2021 | 1.266.900   | 1.527.193   | 83,0        | 116        | 108        | 8          | 10.921                    | 15      | 11        | 119       | 74         |